# Koutusjärvi
Koutusjärvi är en sjö i Finland. Den ligger i kommunen Pello i landskapet Lappland, i den norra delen av landet, 700 km norr om huvudstaden Helsingfors. Koutusjärvi ligger 169,8 meter över havet. Den är 28,92 meter djup. Arean är 2,22 kvadratkilometer och strandlinjen är 9,8 kilometer lång. Sjön  ingår i Torne älvs huvudavrinningsområde. 